# Сахарова, Людмила Павловна
Людмила Павловна Са́харова (12 сентября 1926, Москва, РСФСР, СССР — 27 апреля 2012, Пермь, Россия) — балерина, балетмейстер, хореограф и балетный педагог. Народная артистка СССР (1986). Лауреат Государственной премии РСФСР имени М. И. Глинки (1977).

## Биография
В 1945 году окончила Московское хореографическое училище (ныне Московская академия хореографии) (класс М. А. Кожуховой). В 1956 году получила второе образование на факультете иностранных языков Пермского педагогического института.
В 1945—1947 годах — артистка Большого театра в Москве. Затем, до 1955 года танцевала в Молотовском областном театре оперы и балета (ныне Пермский театр оперы и балета им. П. И. Чайковского).
С 1956 года — педагог народно-сценического, затем классического танца Пермского хореографического училища. С 1973 по 2004 год — художественный руководитель училища, а с 2005 — заслуженный художественный руководитель.
В 1977—1980 и 1982—1983 годах — художественный руководитель балетной труппы Пермского театра оперы и балета им. П. И. Чайковского. Вела репетиторскую и постановочную деятельность.
В течение нескольких лет — хореограф сборной России по художественной гимнастике. Педагог классического танца центра «Русский балет» (1990-1991, Нью-Йорк).
На протяжении многих лет — председатель, заместитель председателя, член жюри конкурса «Арабеск» (Пермь), член жюри Всесоюзного конкурса балетмейстеров и артистов балета (Москва, 1984), Международного конкурса артистов балета в Трухильо (1988, Перу), 2-го Всероссийского конкурса хореографических училищ им. А. Я. Вагановой (Ленинград, июнь 1990).
В 1994 году организовала «Театр Людмилы Сахаровой и Евгения Панфилова».
Скончалась 27 апреля 2012 года в Перми. Похоронена на Северном кладбище.

## Награды и звания
- Заслуженный учитель РСФСР (6 ноября 1970 года) — за заслуги в педагогической деятельности[4].
- Народная артистка РСФСР (18 декабря 1980 года) — за заслуги в области советского хореографического искусства[5]
- Народная артистка СССР (6 ноября 1986 года) — за большие заслуги в развитии советского хореографического искусства[6]
- Государственная премия РСФСР имени М. И. Глинки (1977)
- Орден «За заслуги перед Отечеством» IV степени (10 октября 2002 года) — за большой вклад в развитие хореографического искусства[7]
- Орден Дружбы народов (2 июня 1994 года) — за заслуги в развитии хореографического искусства и плодотворную педагогическую деятельность[8]
- Орден Трудового Красного Знамени (1976)
- Приз «Ювелиру хореографического искусства» (1994, Санкт-Петербург)
- Премия «Золотой Аполлон» (Фонд развития музыкального искусства им. П. И. Чайковского, 2000, Москва)
- Звание «Выдающийся деятель пермского балета 20 столетия» в номинации «Педагог» (Пермское общество «Арабеск» по результатам опроса и анкетирования жителей Перми, 2000)
- Почётный гражданин Перми (1996)
- Почётный гражданин Пермской области (1997).

## Творчество

### Партии
- Хозяйка Медной горы — «Каменный цветок» С. С. Прокофьева
- Мерседес, Повелительница дриад, Уличная танцовщица — «Дон Кихот» Л. Ф .Минкуса
- Карабос — «Спящая красавица» П. И. Чайковского
- Одетта — «Лебединое озеро» П. И. Чайковского
- Лауренсия — «Лауренсия» А. А. Крейна
- Птица — «Милица» Б. В. Асафьева

### Постановки балетов
- «Щелкунчик» П. И. Чайковского (Ереванское хореографическое училище, 1980; Пермское хореографическое училище, 1994)
- «Класс-концерт» на музыку Д. Д. Шостаковича, А. К. Глазунова (Пермское хореографическое училище, 1986)
- «Коппелия» Л. Делиба (Челябинский театр оперы и балета, 1996).

## Ученицы
- Валентина Климова (выпуск 1967), заслуженная артистка РСФСР
- Галина Рагозина (Панова) (выпуск 1967)
- Любовь Фоминых (выпуск 1970), заслуженная артистка РСФСР
- Лилия Воробьёва (выпуск 1970), народная артистка РСФСР
- Любовь Кунакова (выпуск 1970), народная артистка РСФСР
- Ирина Хакимова (выпуск 1970), народная артистка РСФСР
- Куршакова Мария(выпуск 1970), заслуженная артистка РСФСР
- Вера Абашева (выпуск 1974), заслуженная артистка РСФСР
- Надежда Павлова (выпуск 1974), народная артистка СССР
- Ольга Ченчикова (выпуск 1974), народная артистка РСФСР
- Елена Шихова (выпуск 1974), заслуженная артистка РСФСР
- Регина Кузьмичева (выпуск 1974), заслуженная артистка РСФСР
- Светлана Смирнова (выпуск 1977), заслуженная артистка РСФСР
- Галина Фролова (Дубровина) (выпуск 1977), заслуженная артистка РСФСР
- Наталья Ахмарова (выпуск 1982)
- Елена Кулагина (выпуск 1982), народная артистка России
- Татьяна Предеина (выпуск 1986), народная артистка России
- Елена Щеглова (выпуск 1986), заслуженная артистка России
- Татьяна Гурьянова (выпуск 1986), заслуженная артистка России
- Екатерина Березина (выпуск 1991), народная артистка России
- Наталья Балахничёва (выпуск 1993), народная артистка России
- Моника Локман (1990-е)
- Елена Никифорова, народная артистка России

## Память
Творчеству Л. П. Сахаровой посвящён телефильм-концерт «Поклон учителю» (1985), фильм «Пленники Терпсихоры» (c оригинальными кадрами)1995,«Урок танца»(с оригинальными кадрами)и другие.